# Teatro Macedonio Alcalá
El Teatro Macedonio Alcalá es un recinto artístico ubicado en el centro de la ciudad de Oaxaca de Juárez, Oaxaca, México. Construido 1909, en estilo art noveau, es considerado uno de los más importantes del país.

## Historia
En 1903 iniciaron los planes de construcción que concluyeron 6 años después, en 1909. El Teatro Macedonio Alcalá comenzó a edificarse el 4 de agosto de 1904, por instrucciones de Rodolfo Franco Larrainzar, ingeniero del gobierno estatal de ese periodo.
La inauguración ocurrió el 5 de septiembre de 1909, convirtiéndose este teatro un gran ejemplo de la arquitectura modernista de influencias francesas, característica del Porfiriato. Originalmente fue un Teatro Casino, denominado Luis Mier y Terán. Más tarde se rebautizó como General Jesús Carranza, en tiempos de la revolución.
Fue en la década de los treinta que se le nombró finalmente Macedonio Alcalá en honor al músico y compositor mexicano del siglo XIX, autor del vals Dios nunca muere. Además de obras de teatro, albergaba peleas de boxeo y funciones de cine, fue hasta la remodelación ocurrida a finales de los 1990, a raíz del terremoto de 1999, que solo se restringió para uso cultural. Después de esta remodelación, abrió sus puertas en 2004.

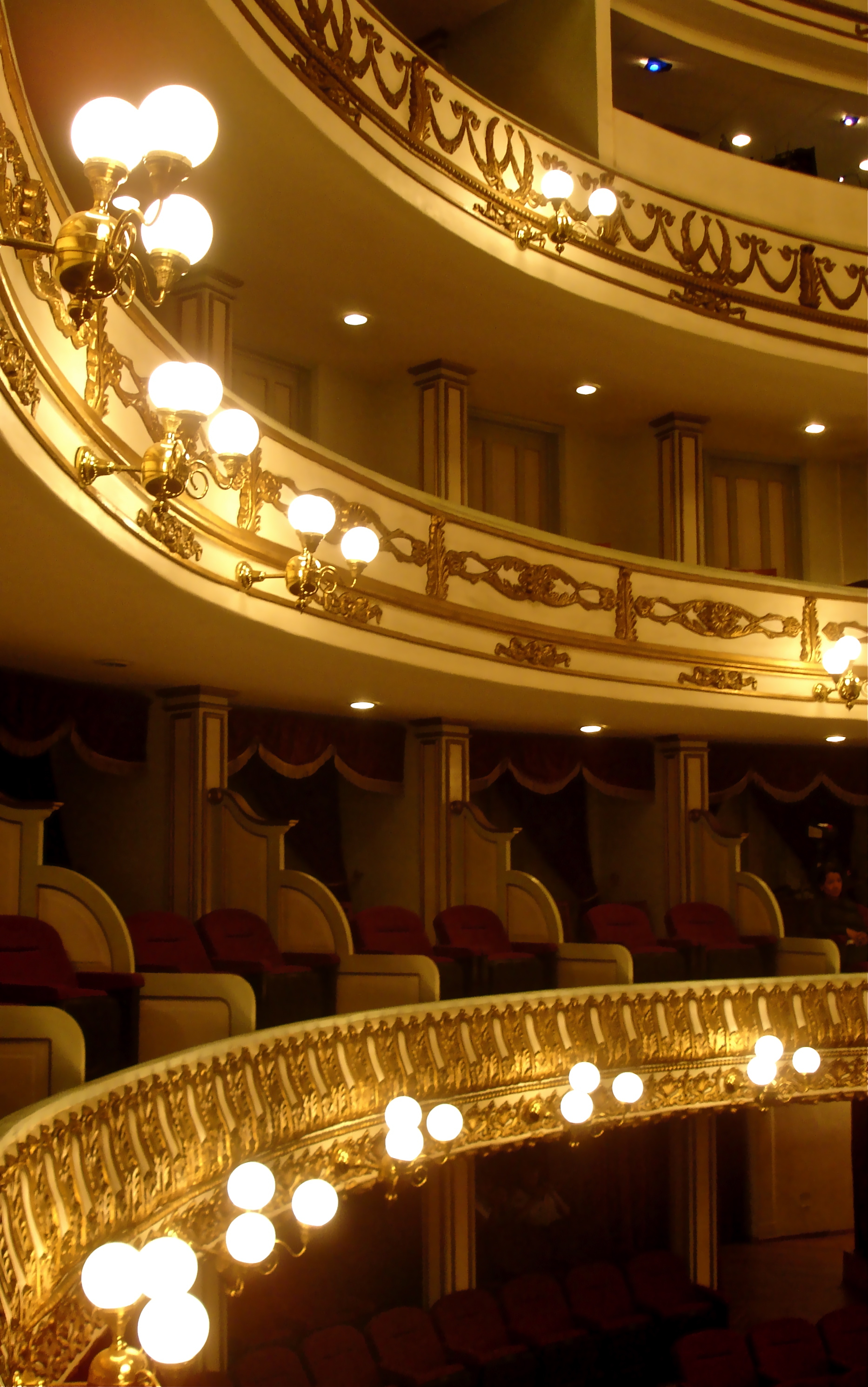
Palcos estilo imperio. Teatro Macedonio Alcalá.

## Arquitectura
La entrada principal consta de tres puertas coronadas por arcos peraltados de cantera verde. En el interior, el lujoso vestíbulo destaca por su estilo francés, tipo Luis XV, con una escalinata de mármol blanco, y en su cielo raso, una magistral alegoría representa el Templo del Arte, donde triunfan La Fama y El Premio.